# Britanska Formula 1 sezona 1982
Britanska Formula 1 sezona 1982 je bila četrta in zadnja sezona britanskega prvenstva Formule 1, ki je potekalo med 9. aprilom in 30. avgustom 1982.

## Rezultati

### Dirke
| Št | Dirka                          | Dirkališče     | Datum      | Zmag. dirkač   | Zmag. dirkalnik |
| -- | ------------------------------ | -------------- | ---------- | -------------- | --------------- |
| 1  | International Gold Cup         | Oulton Park    | 9. april   | Tony Trimmer   | Fittipaldi F8   |
| 2  | Carribean Airways Trophy 1     | Brands Hatch   | 12. april  | Jim Crawford   | Ensign N180     |
| 3  | Rivet Supply Trophy            | Thruxton       | 31. maj    | Jim Crawford   | Ensign N180     |
| 4  | Donington Summer International | Donington Park | 15. avgust | Jim Crawford   | Ensign N180     |
| 5  | Carribean Airways Trophy 2     | Brands Hatch   | 30. avgust | Joe Castellano | Ensign N180     |

### Dirkači
Odebeljen rezultat označuje najhitrejši krog, rdeča barva pa najboljši štartni položaj.
| Uvrstitev | 1 | 2 | 3 | 4 | 5 | 6 | Najb. št. položaj | Najh. krog |
| --------- | - | - | - | - | - | - | ----------------- | ---------- |
| Točke     | 9 | 6 | 4 | 3 | 2 | 1 | 2                 | 1          |

| Poz | Dirkač         | OUL | BRA | THR | DON | BRA | Toč |
| --- | -------------- | --- | --- | --- | --- | --- | --- |
| 1   | Jim Crawford   | Ret | 1   | 1   | 1   |     | 35  |
| 2   | Tony Trimmer   | 1   | 2   | Ret |     |     | 19  |
| 3   | Joe Castellano |     |     |     | 3   | 1   | 14  |
| 4   | Warren Booth   | 2   | 4   | Ret | Ret | 4   | 12  |
| 4   | Jorge Koechlin |     |     |     | 2   | 3   | 12  |
| 6   | John Brindley  |     | 5   |     | 4   | 2   | 11  |
| 7   | Val Musetti    | Ret | 3   | 2   |     |     | 10  |
| 8   | Steve O'Rourke |     |     | 3   |     | 6   | 5   |
| 9   | Arnold Glass   | NC  | 6   | 4   | NC  |     | 4   |
| 10  | David Williams |     |     | NC  | NC  | 5   | 2   |
| Poz | Dirkač         | OUL | BRA | THR | DON | BRA | Toč |

| Barva        | Rezultat                                         |
| ------------ | ------------------------------------------------ |
| Zlata        | Zmagovalec                                       |
| Srebrna      | Drugouvrščeni                                    |
| Bronasta     | Tretjeuvrščeni                                   |
| Zelena       | Uvrščen v točkah                                 |
| Modra        | Uvrščen izven točk                               |
| Vijolična    | Ni uvrščen (Ret)                                 |
| Rdeča        | Ni kvalificiran (DNQ) Ni predkvalificiran (DNPQ) |
| Črna         | Diskvalificiran (DSQ)                            |
| Bela         | Ni startal (DNS)                                 |
| Svetlo modra | Le treniral (PO)                                 |
| Svetlo modra | Petkov testni dirkač (TD)                        |
| Prazna       | Ni treniral (DNP)                                |
| Prazna       | Poškodovan (Inj)                                 |
| Prazna       | Izločen (EX)                                     |
| Prazna       | Ni prišel (DNA)                                  |
| Prazna       | Ni dirkal                                        |